# Воробьёво (Лихославльский район)
Воробьёво — деревня в Лихославльском районе Тверской области.

## География
Находится в центральной части Тверской области на расстоянии приблизительно 38 км на север по прямой от районного центра города Лихославль.

## История
Деревня была отмечена как Воробьева ещё на карте Менде, состояние местности на которой соответствует 1848 году. В 1859 году здесь (деревня Вышневолоцкого уезда) было учтено 33 двора. На карте 1941 года отмечена как поселение с 32 дворами. До 2021 деревня входила в Толмачёвское сельское поселение Лихославльского района до его упразднения.

## Население
Численность населения: 212 человек (1859 год), 62 (русские 47 %, карелы 48 %) в 2002 году, 48 в 2010.